# Обикновена петниста орхидея
Обикновената петниста орхидея (Dactylorhiza fuchsii) е вид цъфтящо растение от семейство Орхидеи. Среща се почти из цяла Европа. Срещат се много вариации на цвета и височината на растението, като то е високо между 15 и 60 cm. Цветът варира от бял до светлолилав с лилави петна, откъдето идва и името на орхидеята. Езичето има три части. Някои от колониите в диворастящ вид миришат за да привличат насекоми. Листата на обикновената петниста орхидея са тесни, издължено-елипсовидни, често с петна по тях. Цъфти обикновено между юли и август. Орхидеята се среща върху алкални почви от блатисти до по-сухи местности, често богати на варовик. Това е една от най-често срещащите се орхидеи в диворастящ вид в Европа.

## Подвидове
- Dactylorhiza fuchsii subsp. carpatica (Batoušek & Kreutz) Kreutz (Словакия)
- Dactylorhiza fuchsii subsp. fuchsii (цяла Европа, както и до Сибир и Монголия)
- Dactylorhiza fuchsii subsp. hebridensis (Wilmott) Soó (Великобритания, Ирландия)
- Dactylorhiza fuchsii subsp. okellyi (Druce) Soó (Великобритания, Ирландия)
- Dactylorhiza fuchsii subsp. psychrophila (Schltr.) Holub (от Европа до Сибир)
- Dactylorhiza fuchsii subsp. sooiana (Borsos) Borsos (Словакия, Унгария)